# Jože Šifrer
Jože Šifrer [jóže šífrer], slovenski literarni zgodovinar in kritik, * 19. maj 1922, Žabnica, † 24. decembra 2009, Jesenice.

## Življenje in delo
Po osnovni šoli v Žabnici je že pred 2. svetovno vojno obiskoval gimnazijo v Kranju, jo s hitrimi tečaji leta 1945 končal in se vpisal na slavistiko ljubljanske Filozofske fakultete. Po diplomi (1949) se je zanj začela raznovrstna pot službovanja: največ na srednjih šolah, pa tudi v knjižnicah. Prva postaja je bila Tehnična srednja šola v Ljubljani; potem so ga premestili na jeseniško gimnazijo, na kateri je z uspehom poučeval, si pridobil sloves zglednega učitelja slavista, nato pa približno dvanajst let tam tudi ravnateljeval (do 1970) in prispeval pomemben delež k razvoju šole, ki je pod njegovim vodstvom prerastla v ugledno srednejšolsko ustanovo. Bolj ali manj zaželeno spremembo mu je prineslo ravnateljsko mesto na šentviški gimnaziji, leta 1973 pa se je poslovil od prosvetne službe in se preusmeril v knjižničarstvo: od leta 1973 do 1976 je vodil Osrednjo knjižnico v Kranju in do upokojitve leta 1982 rokopisni oddelek Narodne in univerzitetne knjižnice v Ljubljani. Kljub upokojitvi se je oglašal v časopisju z literarnimi kritikami (največ v Novi reviji in Sodobnosti); včasih so njegove kritične presoje prebirali tudi na Radiu Ljubljana. Zagotovo najpomembnejše delo pa je bilo urejanje zbranega dela Frana Salešgega Finžgarja (v zbirki Zbrana dela slovenskih pesnikov in pisateljev). Zadnja desetletja je živel v Radovljici, kjer je tudi pokopan.
Njegovih poskusov na leposlovnem področju ni bilo veliko, tako da v tem ni sledil starejšemu bratu Tonetu (je pa uredil njegovo zbrano delo in ga z naslovom Mladost na vasi izdal leta 1971 pri založbi Borec). Vendar pa čisto brez leposlovnih objav Jože Šifrer ni, saj je med drugim leta 1954 izšla njegova daljša novela Srečanje pod vrhom.
Le nekaj let se je ukvarjal z gledališko kritiko: med letoma 1955 in 1957 je v Ljudski pravici, Ljubljanskem dnevniku in Glasu Gorenjske objavljal ocene o predstavah jeseniškega polpoklicnega gledališča Tone Čufar (strnjeno je prikazal gledališko dejavnost v sestavku Gledališka dejavnost na Jesenicah, 1975). Z letom 1957 je začel kritično spremljati tudi slovensko leposlovno produkcijo. V posameznih obdobjih je sistematično ocenjeval slovenske novitete, in sicer v Naših razgledih, Naši sodobnosti oziroma Sodobnosti in po letu 1982 v Književnih listih. Rezultat tega dela sta tudi dve knjigi slovstvenih kritik: Literarna mnenja (1968) in Pisatelji in knjige (1988). Tako obsežen literarnokritični opus ima na Slovenskem samo nekaj kritikov. Literarna dela je osvetljeval z idejno-sporočilne, kompozicijske in slogovne plati. V njih je iskal inovacije in posebnosti ter že znane lastnosti in jih z vrednostno sodbo uvrščal v razvojno verigo slovenske leposlovne besede. Pri tem je bil vedno načelen, dosleden in s tenkim posluhom za vrednote, ki jih posamezna dela vsebujejo. Bralce je opozarjal na značilnosti literarnih del in jih spodbudijal k branju. Trudil se je pisati kar se da razvidno in razumljivo, brez zapletenih in težko razumljivih miselnih in literarnoestetskih konstruktov. Ena od pomembnih odlik njegovega kritičnega pisanja je bila jasnost in neposrednost mnenja. S svojim literarnokritičnim opusom si je profesor Šifrer zagotovil nespregledljivo mesto v povojni slovenski slovstveni kritiki.
Napisal je vrsto obsežnejših analitičnih sestavkov o sodobnih slovstvenih pojavih in osebnostih: Podoba Toneta Šifrerja, Ob smrti Ksaverja Meška, Jermanova podoba v Cankarjevi drami Hlapci, Socialni, zgodovinski in etični motivi v Bevkovih mladinskih povestih, Podoba Karla Grabeljška idr. Objavljal je v Jeziku in slovstvu, Sodobnosti, Snovanjih, v Otroku in knjigi ... Kot slavist pedagog je svoje bogate izkušnje in poglede predstavil v bolj didaktično obarvanih prispevkih v Jeziku in slovstvu, npr. Seminarske metode dela pri pouku materinščine v gimnaziji, Slavistična ekskurzija po škofjeloškem področju, Od Škofje Loke proti Kranju.
Deloval je na bibliotekarskem področju. K temu spadata Katalog rokopisov NUK v Ljubljani – Inventarizirano gradivo (1980) in Katalog rokopisov NUK v Ljubljani – Ms 1000–Ms 1170 (1980), vredna navajanja pa sta vsekakor tudi sestavka Slovensko rokopisno gradivo (Zakladi NUK, 1982) in Redki slovenski tiski (Zakladi NUK, 1982). Navsezadnje kaže omeniti tudi to, da je v letih od 1979 do 1985 urejal bibliotekarsko strokovno glasilo Knjižnica. Za svoj prispevek na bibliotekarskem področju je prejel Čopovo diplomo, bil pa je tudi častni član Slavističnega društva Slovenije.

### Finžgarjeva Zbrana dela
Med najpomembnejša literarnozgodovinska dejanja Jožeta Šifrerja spadata monografija o Finžgarju in urejanje njegovega zbranega dela. V monografiji je zaokrožil podobo pripovednika in dramatika Finžgarja, pri čemer je jasno predstavil vso obsežnost in globino svojega poznavanja pisateljeve osebnosti in njegovega dela. Urejanje Finžgarjevega Zbranega dela mu je dalo možnost, da dodobra uveljavi svoje poznavanje različnih literarnozgodovinskih postopkov, ki jih zahteva edicija.

## Izbrana bibliografija
- Avtor člankov in drugih sestavnih delov
  - Jože Šifrer: O sodobni literarni zgodovini. Naši razgledi, letnik 19, št. 7, 1970, 205. (COBISS)
  - Jože Šifrer: Miško Kranjec: Ukradena ljubezen. Sodobnost, letnik 14, 1966, 644–646.(COBISS)
  - Jože Šifrer: Evald Flisar: Umiranje v ogledalu. Sodobnost, letnik 17, 1969, 1288–1290. (COBISS)
  - Jože Šifrer: Janko Messner: Skurne storije. Sodobnost, letnik 19, št. 10, 1971, 1045–1046. (COBISS)
  - Jože Šifrer: Prešeren in mi. Snovanja, letnik 8, št. 1, 1974, [1, 16]. (COBISS)
  - Jože šifrer: Problemi sodobne slovenske poezije. Snovanja, letnik 9, št. 2, 1975, 18-19. (COBISS)
  - Jože Šifrer: Franc Saleški Finžgar o svoji domačiji : ob 120-letnici Finžgarjevega rojstva. Jeklo ljudje, 6, 1991, 227–232. (COBISS)
- Urednik
  - Tone Šifrer: Mladost na vasi (Zbrano delo). Ur. Jože Šifrer. Ljubljana: Borec, 1971. (COBISS)
- Avtor dodatnega besedila
  - Karel Grabeljšek: Velika vera. Ljubljana: Mladinska knjiga, 1973. (COBISS)
  - Valentin Vodnik: Kuharske bukve (Faksimile). Ljubljana: Cankarjeva založba, 1981. (COBISS)
  - Fran Saleški Finžgar: Izbrana mladinska beseda. Ljubljana: Mladinska knjiga, 1983. (COBISS)
  - Janez Jalen: Ograd. Celje: Mohorjeva družba, 1984. (COBISS)
  - Fran Saleški Finžgar: Makalonca. Celje: Mohorjeva družba, 1988. (COBISS)
  - Janko Mlakar: Kako je Trebušnik hodil na Triglav. Žirovnica: Agens, 1992. (COBISS)
  - Fran Saleški Finžgar: Gospod Hudournik. Vrhnika: Galerija 2, 2001. (COBISS)
- Recenzent
  - Gregor Kocijan: Kratka pripovedna proza od Trdine do Kersnika. Ljubljana: Državna založba Slovenije, 1983. (COBISS)
- Zbiratelj
  - Tone Šifrer: Mladost na vasi (Zbrano delo). Ur. Jože Šifrer. Ljubljana: Borec, 1971. (COBISS)
- Avtor monografskih publikacij
  - Jože Šifrer: Franc Saleški Finžgar. Ljubljana: Partizanska knjiga, 1983, 2003 (COBISS)
  - Jože Šifrer: Polje, kdo bo tebe ljubil. Celje: Mohorjeva družba, 2007. (COBISS)